# Drhtulja šarulja
Drhtulja šarulja  (lat. Torpedo marmorata) riba je iz porodice drhtuljki. Kod nas se naziva još i mramorna drhtulja, trn, trnjevača, tresnavka, banjača, pjegava drhtulja i renjok. Ima plosnato tijelo, okruglog oblika, debeli rep i veliku repnu peraju. Ima glatku kožu odozgo smeđe boje s tamnijim smeđim šarama, dok joj je trbuh bijel. Živi na muljevitom i pjeskovitom dnu, na dubinama 10 – 40 m, iako zna zaći i na veće dubine, do 370 m. Danju je većinom ukopana, a samo joj oči vire iz pijeska ili mulja,a anoću je aktivna. Hrani se manjim ribama i račićima, hvatajući ih tako da ih paralizira elektricitetom koji ispušta. Električna pražnjenja mogu imati napon i do 200 V.
Rasprostranjena je u Mediteranu i Atlantiku oko južnih obala Velike Britanije i Irske, a ponekad i u Sjevernom moru, oko obala Danske. Također je prisutna i oko Rta dobre nade. Kako ova vrsta izbjegava temperature iznad 20 °C, i prisutna je oko Velike Britanije i Irske samo ljeti, smatra se da tamo stiže iz Mediterana gdje zimi obitava i gdje se mrijesti u zimskim mjesecima ( od studenog do siječnja). Ženka sliježe 5 – 32 mlada, duljine 10 – 14 cm, koji se legu živi i sposobni za samostalan život, njihovi električni organi su funkcionalni i prije rođenja. Drhtulja šarulja može narasti do 100 cm i do 10 kg težine.

## Vanjske poveznice
|  | Zajednički poslužitelj ima još gradiva o temi Torpedo marmorata |
|  | Wikivrste imaju podatke o taksonu Torpedo marmorata             |